# Trio pour violon, violoncelle et piano (Ladmirault)
Pour les articles homonymes, voir Trio pour violon, violoncelle et piano.
Le Trio pour violon, violoncelle et piano, intitulé « Le Fleuve », est une partition en un seul mouvement pour violon,violoncelle et piano composée par Paul Ladmirault, non datée.

## Présentation
Le Trio pour violon, violoncelle et piano est en un seul mouvement présentant, « après une courte introduction, comme une suite d'épisodes enchaînés évoquant le fleuve depuis sa source jusqu'à la mer », l'œuvre « reposant sur l'idée d'un hommage à la Loire » :
1. La source
2. Le torrent
3. Le cours d'eau
4. La crue
5. Le fleuve
6. La ville
7. La mer

Paul Ladmirault n'a pas indiqué la date de composition de cette partition en mi majeur.

## Discographie
- Ladmirault : Quatuor, Trios, Fantaisie, par le Quatuor Liger : Patrick Fevai et Pascale Villette (violons), Catherine Fevai (alto) et Vasile Comsa (violoncelle) (2002, Skarbo SK 4001)